# Marienheide
Marienheide è un comune di 13 465 abitanti della Renania Settentrionale-Vestfalia, in Germania.
Appartiene al circondario di Oberberg (targa GM).

## Amministrazione

### Gemellaggi
- Biała, dal 1993